# اس‌ام یوبی-۱۸
اس‌ام یوبی-۱۸ (به انگلیسی: SM UB-18) یک زیردریایی بود. این زیردریایی در سال ۱۹۱۵ ساخته شد.